# Mara Cruz
Mara Cruz, pseudonimo di María Isabel Palomo González (Madrid, 7 marzo 1941), è un'attrice spagnola.

## Biografia
Studiò danza, declamazione e musica al Conservatorio Reale di Madrid. In seguito ha studiato all'Instituto de Investigaciones y Experiencias Cinematográficas (IIEC), sempre nella nativa Madrid. La sua carriera cinematografica, che va dal 1957 al 1976, conta un totale di 32 film. La sua attività di attrice televisiva fu più ridotta: si segnalano la sua apparizione nella serie Los Paladines (1972) e in spettacoli televisivi in programmi come Primera fila, Estudio 1 o Gran Teatro.

## Filmografia parziale
- Madrugada (1957), regia di Antonio Román
- L'accusa del passato (1958), regia di Lionello De Felice
- Gli italiani sono matti (1958), regia di Duilio Coletti e Luis María Delgado
- La carovana delle schiave (1958), regia di Georg Marischka
- La rivolta dei gladiatori (1958), regia di Vittorio Cottafavi
- Il leone di Babilonia (1959), regia di Johannes Kai e Ramón Torrado
- Ipnosi (1962), regia di Eugenio Martín
- Johnny West il mancino (1965), regia di Gianfranco Parolini
- 7 donne per una strage (1966), regia di Gianfranco Parolini, Sidney W. Pink e Rudolf Zehetgruber
- Violenza per una monaca (1967), regia di Julio Buchs
- Due croci a Danger Pass (1967), regia di Rafael Romero Marchent
- Il tesoro di Makuba (1967), regia di José María Elorrieta
- Cinque matti alla corrida (1972), regia di Jean Girault
- Argos il fantastico superman (1975), regia di Manuel Bengoa
- Ti pagherò col piombo (1979), regia di Javier Elorrieta